# Hanna (Lublin)
Hanna is een dorp in het Poolse woiwodschap Lublin, in het district Włodawski. De plaats maakt deel uit van de gemeente Hanna en telt 790 inwoners.